# Asociace mládežnických politických organizací
Asociace mládežnických politických organizací (ve zkratce AMPO) je český spolek, sdružující pět mládežnických organizací českých politických stran (Mladé konzervativce, Mladé lidovce, Mladé sociální demokraty, Mladé zelené a TOP tým). Před sloučením s Mladými lidovci byly členy téže Mladí křesťanští demokraté. Byl založen 20. listopadu 2015 a jeho cílem je podpořit politickou diskusi mezi mladými a přispět tak k jejich občanské angažovanosti.

## Vznik
Vznik asociace je výsledkem roční práce zástupců politických mládežnických organizací. První impuls pro vznik takovéto spolupráce byl dán společným memorandem, které bylo podepsáno na konferenci pořádané Mladými lidovci 15. listopadu 2014 v paláci Charitas. V průběhu dalších měsíců pokračovaly rozhovory zástupců organizací nad podobou společné spolupráce, až na začátku roku 2015 bylo přijalo společné rozhodnutí, že bude založena platforma, která vtiskne spolupráci jednotlivých mládežnických spolků organizovanou podobu. Na konferenci Mladých sociálních demokratů v Poslanecké sněmovně bylo přijato Memorandum II, které výslovně deklarovalo založení společné platformy za účelem prohloubení spolupráce v oblasti občanského vzdělávání a občanské angažovanosti mladých lidí. V průběhu druhého a třetího čtvrtletí roku 2015 dochází k menším nesnázím v podobě odmítavého postoje institucionalizované podoby spolupráce ze strany Mladých lidovců a Mladých křesťanských demokratů, a příklonu ke spolupráci v neformalizované podobě. V průběhu dalších vyjednávání a úpravy pravomocí jednotlivých členů, nakonec i tyto dvě organizace souhlasí se založením Asociace mládežnických a politických organizací. Vznik asociace proběhl na konferenci Mladých konzervativců ve Státních aktech v Parlamentu České republiky dne 20. listopadu 2015.

## Cíle
Cíle této asociace, jak jsou deklarovaný v jejích stanovách:
- Budeme prosazovat dialog mezi mladými lidmi napříč standardním demokratickým politickým spektrem.
- Budeme usilovat o:
  - navrácení důvěry v systém zastupitelské demokracie a v politické strany, které jsou postaveny na hodnotách a ideologiích,
  - zvyšování povědomí o demokratických principech fungování státu a svobodné soutěže politických stran,
  - aktivity posilující vědomí mladých lidí o nezastupitelném významu politické angažovanosti,
  - větší angažovanost mladé generace v demokratickém politickém procesu a v politických stranách,
  - aktivity vedoucí k potlačování všech forem nesnášenlivosti, útlaku a nesvobody,
  - realizaci vzdělávacích akcí v členských organizacích ve snaze posilovat, kultivovat a podporovat dovednosti a znalosti členů a členek politických mládeží,
  - podporu síťování napříč občansky a politicky angažovanými mladými lidmi.

## Memorandum I
Prohlášení mládežnických organizací českých politických stran k 25 letům demokracie z 15. listopadu 2015
My, níže podepsaní zástupci těchto mládežnických organizací českých politických stran: Mladí lidovci, Mladí křesťanští demokraté, Mladí sociální demokraté, Mladí konzervativci, Mladí zelení, TOP Tým u příležitosti 25. výročí obnovení demokracie v naší zemi, vědomi si významu institucí zastupitelské demokracie pro dobrý život společnosti, vážící si všech obětí, které vedly ke svobodě a demokracii a odhodláni dále upevňovat a posilovat demokratický politický systém v České republice, tímto prohlašujeme:
- Klíčovou roli při uskutečňování demokratické vlády skrze zastupitelské instituce hrají politické strany.
- Politické strany mají být založeny na hodnotách a idejích a reprezentovat významnou část společnosti, která se s těmito hodnotami a idejemi ztotožňuje.
- Politické strany mají vytvářet adekvátní organizační rámec pro účinné uskutečnění této reprezentace.
- Nezastupitelnou úlohu při vytváření a posilování vazby mezi politickou stranou a její společenskou základnou hrají mládežnické organizace.
- Mládežnické organizace politických stran přispívají k politické socializaci mladé generace a podílejí se na rozvíjení politických kompetencí svých členů směrem k jejich uplatnění v politických stranách.
- Vedle politického vzdělávání členů politických stran hraje nezastupitelnou úlohu širší občanské vzdělávání, přispívající k posilování demokratického cítění a hodnotových postojů občanů.
- Jsme velmi znepokojeni posilováním antistranických a antipolitických nálad ve společnosti a nástupem politických formací, zpochybňujících význam politických stran pro demokracii.
- Jsme odhodláni zachovávat prostor pro volnou soutěž politických stran coby nepostradatelný prostředek formování a naplňování politické vůle.
- Chceme ve své další činnosti rozvíjet a upevňovat instituce zastupitelské demokracie.
- Chceme, aby se naší občané více angažovali v politických stranách.
- Doporučujeme přijetí zákonných norem, upravujících působnost institucí, zajišťujících nadstranické státní občanské vzdělávání.
- Doporučujeme, aby politické strany věnovaly zvýšenou pozornost potřebě politického vzdělávání.
- Chceme svědomitě přispívat k posilování demokratických hodnot a postojů nejmladší generace Čechů s vědomím, že DEMOKRACIE POTŘEBUJE DEMOKRATY!

## Memorandum II
Prohlášení mládežnických organizací českých politických stran z 15. května 2015
My, zástupci a zástupkyně těchto mládežnických organizací českých politických stran: Mladí sociální demokraté, Mladí lidovci, Mladí křesťanští demokraté, Mladí zelení, TOP tým a Mladí konzervativci v návaznosti na přijaté Prohlášení mládežnických organizací českých politických stran k 25 letům demokracie v naší zemi, stvrzujeme svými podpisy vůli a odhodlání našich organizací prohloubit vzájemnou spolupráci založenou na sdílených hodnotách demokracie a svobody, jakožto společném postoji vůči klíčové roli politických stran v naší zemi. Vedeni tímto sdíleným přesvědčením budeme usilovat o:
- navrácení důvěry v systém zastupitelské demokracie a v politické strany, které jsou postaveny na hodnotách a ideologiích,
- zvyšování povědomí o demokratických principech fungování státu a svobodné soutěže politických stran (organizování veřejných debat, přednášek, besed, kulatých stolů – ať už v rámci svých organizací anebo společně),
- aktivity posilující vědomí mladých lidí o nezastupitelném významu politické angažovanosti (projekty, kampaně, mediální prohlášení v rámci svých organizací anebo společně),
- větší angažovanost mladé generace v demokratickém politickém procesu a v politických stranách,
- aktivity vedoucí k potlačování všech forem nesnášenlivosti, útlaku a nesvobody,
- realizaci vzdělávacích akcí ve svých organizacích ve snaze posilovat, kultivovat a podporovat dovednosti a znalosti členů a členek politických mládeží,
- podporu síťování napříč občansky a politicky angažovanými mladými lidmi.

Za účelem posilování demokratických hodnot a postojů mladé generace občanů a občanek naší země jsme se dohodli na založení společné platformy. Tato platforma demokratických mládežnických politických organizací vzniká napříč názorovým spektrem. Jde o platformu, která, navzdory rozdílným programům a vizím, spojuje mladé politiky a političky, spolupracující na tématech, která jsou klíčová pro svobodný život v naší společnosti.